# Scolodesmus grallator
Scolodesmus grallator är en mångfotingart som beskrevs av Cook 1896. Scolodesmus grallator ingår i släktet Scolodesmus och familjen orangeridubbelfotingar. Inga underarter finns listade i Catalogue of Life.